# María Lourdes Caldera
María Lourdes Caldera Méndez là một chủ nhân sắc đẹp cuộc thi, sinh ra ở Maracaibo, Venezuela vào ngày 24 tháng 1 năm 1983 và lớn lên ở Caracas, Venezuela. Cô là chủ nhân của cuộc thi Hoa hậu Turismo Venezuela (Hoa hậu Du lịch Venezuela) năm 2007 và là đại diện chính thức của Venezuela tham dự cuộc thi Hoa hậu Du lịch Quốc tế Nữ hoàng tổ chức tại Trịnh Châu, Trung Quốc vào ngày 10 tháng 4 năm 2008; khi cô giành giải thưởng Trang phục dạ hội đẹp nhất. Cô được đại diện cho Thủ đô Distrito trong cuộc thi Hoa hậu Venezuela 2008, vào ngày 10 tháng 9 năm 2008, nhưng không thay đổi.